# Demonstrationerne på Den Himmelske Freds Plads (1989)
 For alternative betydninger, se Demonstrationerne på Den Himmelske Freds Plads. (Se også artikler, som begynder med Demonstrationerne på Den Himmelske Freds Plads)
Demonstrationerne på den Himmelske Freds Plads, også kendt som Massakren på den Himmelske Freds Plads, var en okkupation af Den Himmelske Freds Plads foran Mao-mausoleet i Beijing i 1989, organiseret af studerende, som krævede mere folkelig medbestemmelse i Kina. Demonstrationerne fandt sted mellem 15. april og 4. juni 1989 og endte voldeligt, da 27. division af Folkets Befrielseshær med panserkøretøjer og automatvåben dræbte tusindvis af civile ved generobringen af hovedstaden.[kilde mangler]
Den 4. maj marcherede ca. 100.000 studenter og arbejdere fredeligt gennem Beijing i protest mod styrets korruption og krævede demokratiske reformer. Den 20. maj erklærede styret undtagelsestilstand, men demonstrationerne fortsatte. Efter rådslagning mellem lederne i kommunistpartiet beordrede styret militæret til at anvende magt for at stoppe opstanden. Tropper og kampvogne fra Kinas 27. division marcherede ind på Den Himmelske Freds Plads. Den 3. juni indledte Folkets Befrielseshær en voldelig konfrontation mod demokratitilhængerne, der kulminerede 4. juni. Antallet af civile dræbte varierer: New York Times & Hammond siger 400-800, det kinesiske Røde Kors anslår 2.600 og studenterne fastholder at over 7.000 blev dræbt. Antallet af sårede anslås generelt til mellem 7.000 og 10.000, inkl. sårede fra den kinesiske hær. Efter de voldelige begivenheder foretog styret en lang række anholdelser for at undertrykke de tilbageværende tilhængere af bevægelsen, begrænsede adgangen for udenlandsk presse, og sørgede for kontrolleret dækning i den kinesiske presse. Den voldelige undertrykkelse af protestaktionen på Den Himmelske Freds Plads resulterede i massiv international fordømmelse af det kinesiske styre.

## Baggrund
Siden 1978 havde Deng Xiaoping stået i spidsen for en serie økonomiske og politiske reformer, som havde ført til en gradvis implementering af markedsøkonomi (kaldes Socialisme med kinesiske karakteristika), samt en vis politisk liberalisering, der til en vis grad løste op for systemet opbygget under Mao Zedong. I begyndelsen af 1989 havde disse politiske reformer skabt to grupper, der hver for sig var utilfredse med styret.
Den første gruppe bestod af studenter og intellektuelle, der mente, at reformerne ikke var vidtrækkende nok. De var oprørte over den sociale og politiske kontrol som det kinesiske kommunistparti stadig opretholdt. Desuden havde man været vidne til glasnost, den politiske liberalisering i Sovjetunionen under Mikhail Gorbatjov. Den anden gruppe, som bl.a. bestod af industriarbejdere i byerne, mente, at reformerne var gået for langt. Den reducerede økonomiske kontrol var begyndt at give inflation og arbejdsløshed, hvilket var en trussel mod deres levebrød.
I 1989 udgjordes styrets støtter primært af småbønder på landet, som havde set deres indkomst stige betragteligt i 1980-erne som resultat af Deng Xiaopings reformer. Denne støtte var dog af begrænset betydning, da disse bønder var spredt ud over landet. Modsat byboerne, der var organiseret i skoler og arbejdsenheder, var styrets støtter blandt landbønderne i det store og hele uorganiserede og svære at mobilisere.
Protesterne begyndte, da den tidligere generalsekretær for det kinesiske kommunistparti, Hu Yaobang, døde pga. sygdom. Han havde været betragtet som liberal, men var blevet afsat i januar 1987 som konsekvens af studenterdemonstrationer samme år, hvilket i mange kredse blev set som urimeligt. Hu's død gav kineserne en måde, på hvilken de kunne udtrykke deres utilfredshed med hans efterfølgere uden at skulle frygte politisk undertrykkelse, da det ville have været akavet for kommunistpartiet at forbyde folk at vise en tidligere generalsekretær en sidste ære. En anden strømning, der havde forbindelse med protesterne var en negativ stemning rettet mod udlændinge, specielt blandt studenter, som mente at udlændinge havde flere rettigheder end indfødte kinesere (se også De anti-afrikanske demonstrationer i Nanjing).
I Beijing deltog flertallet af de studerende fra byens mange universiteter med støtte fra deres lærere og andre intellektuelle. De studerende afviste de officielle studenterorganisationer kontrolleret af kommunistpartiet og dannede deres egne organisationer. De studerende betragtede sig selv som kinesiske patrioter og som arvtagere til 4. maj-bevægelsen for "videnskab og demokrati" fra 4. maj 1919. Demonstrationerne vakte også minder om demonstrationerne på Den Himmelske Freds Plads i 1976, som førte til afsættelsen af Firebanden. Fra sit udgangspunkt som mindehøjtidelighed for Hu Yaobang, der af studenterne blev set som en fortaler for demokrati, udviklede de studerendes aktiviteter sig gradvist via protester mod korruption til krav om pressefrihed og afvikling af kommunistpartiets og Deng Xiaopings styre. Der blev desuden foretaget delvis vellykkede forsøg på at inddrage studerende og arbejdere i andre byer.
Selv om protesterne blev indledt af studerende og intellektuelle, som mente. at Deng Xiaopings reformer ikke var vidtrækkende nok, fik de snart tilslutning fra arbejdere fra byerne, som mente at reformerne var for vidtrækkende. Det skete, fordi lederne fokuserede på spørgsmålet om korruption, hvilket forenede de to grupper, og fordi det lykkedes de studerende at fremmane den kinesiske arketype om de uselviske intellektuelle, der fortæller sandheden til magthaverne. Dette gjorde bevægelsen endnu stærkere.

## Demonstrationerne eskalerer
I modsætning til protesterne på samme sted i 1987, som primært bestod af studerende og intellektuelle, fik demonstrationerne i 1989 bred opbakning fra arbejdere i byerne, som var oprørte over den voksende inflation og korruption. I Beijing blev de støttet af en stor del af indbyggerne, muligvis et flertal. Da de var på deres højeste, var over en million mennesker involveret i demonstrationerne. Der var et tilsvarende opbud i mange store byer over hele Kina.
Protester og strejker begyndte på universiteter i andre byer, og mange studerende rejste til Beijing for at slutte sig til demonstrationerne. Generelt var demonstrationen på Den Himmelske Freds Plads velorganiserede, med daglige optog af studerende fra forskellige universiteter i Beijing området, der ville vise deres solidaritet med boykotten af universitetets forelæsninger og demonstranternes krav. Studenterne sang "Internationale," en sang om internationalt sammenhold gennem socialisme. Den dominerende strategi blev til sidst en omfattende sultestrejke med mellem nogle hundrede og over tusinde studerende. Denne taktik vakte sympati blandt det kinesiske folk. Selv om ingen studerende blev observeret i udtæret tilstand, går der en vedholdende kinesisk vandrehistorie om at nogle demonstranter sultede ihjel .
Der blev, med delvis succes, gjort forsøg på at forhandle med de kinesiske magthavere, som befandt sig i nærheden i Zhongnanhai, kommunistpartiets hovedkvarter og "førerbunker". På grund af Mikhail Gorbatjovs besøg i maj var den udenlandske presse til stede i Kina i stort tal. Pressens dækning af demonstrationerne var omfattende, og generelt positivt stemt over for demonstranterne, men pessimistisk med hensyn til udsigterne til at de kunne opnå deres mål. Hen mod afslutningen af demonstrationerne blev der d. 30. maj opstillet en statue af Demokratiets Gudinde på pladsen som symbol på protesten for fjernsynsseere over hele kloden.
I starten håbede politbureauets stående komité, sammen med partiets gamle garde (pensionerede men stadig indflydelsesrige tidligere regerings- og partiembedsmænd), at demonstrationerne ville være kortvarige, og at kosmetiske reformer og undersøgelser ville tilfredsstille demonstranterne. De ønskede at undgå vold hvis det var muligt, og søgte først gennem deres vidtrækkede partiapparat at overtale de studerende til at aflyse demonstrationerne og vende tilbage til deres studier. En af barriererne for mere effektiv handling var at lederne selv støttede mange af de studerendes krav, specielt bekymringerne omkring korruption. Et problem var imidlertid at demonstrationerne omfattede et stort antal mennesker med forkellige dagsordener, og det var derfor uklart hvem regeringen kunne forhandle med, og hvad demonstranternes krav var. Forvirringen og ubeslutsomheden blandt demonstranterne blev derfor til forvirring og ubeslutsomhed i regeringen. De officielle medier afspejlede denne ubeslutsomhed, idet overskrifter i Folkets Dagblad vekslede mellem sympati for og afvisning af demonstranterne.
I topledelsen var generalsekretær Zhao Ziyang en stærk fortaler for en fredelig løsning, mens formanden for statsrådet (statsminister) Li Peng argumenterede for at slå hårdt ned på demonstranterne. I sidste ende blev beslutningen om at slå hårdt ned på demonstranterne taget af en gruppe fra partiets gamle garde, der mente at en afvikling af et-parti systemet ville føre til kulturrevolutionens kaos. Selv om de fleste af disse ikke havde officielle poster, kunne de kontrollere militæret, da Deng Xiaoping var formand for den centrale militærkommission og derfor kunne erklære undtagelsestilstand, og da Yang Shangkun var præsident for Folkerepublikken Kina. Den gamle garde mente at langvarige demonstrationer ville true landets stabilitet. Demonstranterne blev set som marionetter dels for fortalerne for "borgerlig liberalisme", dels for elementer i partiet som ønskede at fremme deres egne ambitioner.

## Demonstrationerne slås ned
20. maj blev der erklæret undtagelsestilstand. Dette var ikke i sig selv nok til at stoppe demonstrationerne, der fortsatte med folkelig støtte. Efter nogle uger blev det besluttet at fjerne demonstranterne fra pladsen med magt. Troppernes ankomst til byen blev aktivt obstrueret af mange af Beijings indbyggere, hvis modstand gav militære tab. Omfattende vejspærringer konstrueret af indbyggerne forsinkede militærets fremfærd, men pladsen blev ryddet for demonstranter natten til 4. juni. Kampene fortsatte i gaderne omkring pladsen, hvor demonstranterne gentagne gange nærmede sig de svært bevæbnede tropper fra Folkets Befrielseshær, der svarede igen med automatvåben. Mange sårede indbyggere blev reddet af rickshaw kørere, der vovede sig ind i ingenmandslandet mellem soldaterne og folkemængden, og kørte de sårede væk til hospitalerne.
Undertrykkelsen af demonstrationerne blev i Vesten symboliseret af de berømte optagelser af en enlig demonstrant, taget 5. juni, der stod foran en kolonne fremrykkende tanks, og derved stoppede deres fremmarch. "Tankmanden" fortsatte trodsigt med at stå foran tanksene i en halv time, inden en tilskuer kom over og trak ham bort. På trods af en kraftig indsats er det ikke lykkedes de vestlige medier at identificere den enlige demonstrant. Time Magazine døbte ham Den Ukendte Rebel, og satte ham senere på sin liste over de 100 personer der har haft størst indflydelse på det 20. århundrede. Kort efter episoden rapporterede den britiske tabloidavis Sunday Express at hans navn var Wang Weilin, en 19-årig studerende; sandhedsværdien af denne påstand er imidlertid tvivlsom. Hvad der skete med Wang efter demonstrationen er tilsvarende uvist. I en tale til Præsidenternes Klub i 1999 sagde Bruce Herschensohn — tidligere "deputy special assistant" for den amerikanske præsident Richard Nixon samt medlem af præsident Ronald Reagans overgangshold — at han blev henrettet 14 dage senere; andre kilder siger at han blev skudt af en henrettelsespeloton få måneder efter demonstrationerne. I Red China Blues: My Long March from Mao to Now skriver Jan Wong at manden stadig er i live og gemmer sig et sted i Kina.
På selve pladsen var der tilsyneladende en diskussion mellem dem der ønskede at trække sig fredeligt tilbage, bl.a. Han Dongfang, og dem der ønskede at blive, med risiko for at starte et blodbad, bl.a. Chai Ling. De der argumenterede for tilbagetrækning vandt, og demonstranterne forlod pladsen. Den kinesiske regering påstår at ingen blev dræbt på selve pladsen, et udsagn der ifølge de tilstedeværende på pladsen teknisk set er sandt, men vildledende fordi det ikke gør rede for de dræbte i de tilstødende gader. Antallet af døde og sårede er fortsat en statshemmelighed. En unavngiven embedsmand i Røde Kors rapporterede den gang 2.600 dræbte og 30.000 sårede. To dage senere erklærede Yuan Mu, formanden for Statsrådet, at 300 soldater og civile døde, 5.000 soldater og 2.000 civile blev såret, og man mistede kontakten med 400 soldater. Ifølge universiteterne blev 23 studerende dræbt; ingen blev mast. Centralkomitéen for det kinesiske kommunistparti og Statsrådet erklærede senere i fællesskab at nogle dusin soldater døde og flere blev såret. Forberedelseskomitéen for selvstyrende organisationer ved Tsinghua Universitetet påstod der var 4.000 dræbte og 30.000 sårede.  Beijings borgmester, Chen Xitong, sagde 26 dage efter hændelserne at 36 studerende og nogle dusin soldater (ud af 200) døde, 3.000 indbyggere og 6.000 soldater blev såret . Udenlandske journalister der var vidner til begivenhederne siger at mindst 3.000 døde. Visse lister dannet ud fra undergrundskilder viste tal så høje som 5.000. Det er dog vigtigt at notere sig at dokumenter fra NSA frigivet i 1999 anslår 180-500 dræbte baseret på efterretningskilder. Med andre ord er de forskellige skøn fra de kinesiske myndigheder i overensstemmelse med det officielle amerikanske estimat. Da Folkets Befrielseshær primært består af værnepligtige er de dræbte og sårede soldater i høj grad også ofre for denne tragedie.
Lederne fra den kinesiske demokratibevægelse, især Wang Dan, Chai Ling og Wuer Kaixi, blev forsøgt arresteret under og efter aktionen mod demonstranterne. Wang Dan blev fanget, dømt og fængslet, hvorefter han fik lov til at emigrere til USA med begrundelsen medicinsk benådning. Wuer Kaixi undslap til Taiwan. Chai Ling undslap til Frankrig, og derefter USA. I den kinesiske ledelse blev Zhao Ziyang, der havde modsat sig undtagelsestilstanden, fjernet fra magten, hvorefter Jiang Zemin, den daværende borgmester i Shanghai der ikke havde været involveret i begivenhederne, blev ophøjet til Kinas præsident. Medlemmer af styret udarbejdede senere en hvidbog om hændelserne, der senere blev publiceret i Vesten i januar 2001 som Tiananmen papirerne. Hvidbogen fremfører styrets syn på demonstrationerne, og blev efter sigende lækket af en anonym kilde i den kinesiske regering. Bl.a. indeholder papirerne et citat fra Wang Zhen, et medlem af kommunistpartiet gamle garde, der antyder regeringens senere reaktion på situationen.
Efter demonstrationerne blev slået ned 4. juni fortsatte demonstrationerne i store dele af Kina i nogle dage. Det kinesiske styre formåede at stoppe disse demonstrationer uden større tab.
To studieværter på det statslige CCTV, der rapporterede om urolighederne i programmet "News Network" blev fyret efter begivenhederne. Wu Xiaoyong(吴晓镛), søn af et medlem af kommunistpartiets centralkomité, den tidligere kinesiske udenrigsminister og vicepremierminister Wu Xueqian, blev fjernet fra afdelingen for engelsksprogede programmer ved den internationale kinesiske radio.

## Efterspil
Demonstrationerne på Den Himmelske Freds Plads gjorde betydelig skade på Kinas omdømme i Vesten. Demonstrationerne fik især stor virkning fordi de vestlige medier var blevet inviteret til at dække Mikhail Gorbatjovs besøg i maj, og derfor kunne dække en del af begivenhederne live på TV-stationer som BBC og CNN. Dækningen blev hjulpet på vej af konflikterne i regeringen om hvordan man skulle håndtere demonstrationerne, med det resultat at dækningen ikke øjeblikkeligt blev stoppet.
CNN blev i sidste ende beordret til at stoppe transmissionerne fra byen mens demonstrationerne blev slået ned, og selv om TV-stationerne forsøgte at trodse disse ordrer og kunne dække demonstrationerne via telefon, lykkedes det regeringen at lukke satellitforbindelserne.
Billeder fra demonstrationerne kombineret med kommunismens kollaps i Sovjetunionen og Østeuropa havde stærk indflydelse på den vestlige opinion og politik over for Kina gennem 1990'erne og ind i det 21. århundrede. Der var betragtelig sympati for studenterdemonstrationerne i Vesten, og både Den Europæiske Union og USA proklamerede omgående en våbenembargo. Kinas image i 1980'erne som reformerede samt en vigtig modvægt og allieret mod Sovjetunionen erstattedes med billedet af et undertrykkende, autoritært regime. Demonstrationerne på Den Himmelske Freds Plads er blevet brugt som argument mod liberalisering af handelsforbindelserne med Kina, og som bevis for at den kinesiske regering er en trussel mod verdensfreden og Vestens interesser. Det er værd at bemærke det faktum at de studerende sang Internationale.
For kinesiske studerende i udlandet blev demonstrationerne startskuddet til oprettelsen af internet nyhedstjenester som China News Digest. Desuden blev der i dønningerne på demonstrationerne oprettet organisationer som Den Kinesiske Alliance for Demokrati og Den Uafhængige Sammenslutning af Kinesiske Studerende og Lærde, omend disse organisationer havde begrænset politisk indflydelse efter midt-1990erne.
I Hong Kong gav udfaldet af Demonstrationerne anledning til frygt for at det kinesiske styre ikke ville overholde sine forpligtelser under "et land, to systemer" efter den kommende overdragelse i 1997. En konsekvens af dette var at den nye guvernør Chris Patten forsøgte at udvide beføjelserne for Hong Kongs Lovgivende Forsamling, hvilket førte til spændinger med Kina. Der har været omfattende fredsvagts-aktioner med stearinlys (eng. candlelight vigils) i Hong Kong hvert år siden 1989, og disse fredsvagter er fortsat efter magtoverdragelsen til Kina i 1997.
Demonstrationerne på Den Himmelske Freds Plads dæmpede den gryende politiske liberalisering der var populær i sen-1980'erne, og mange demokratiske reformer gennemført i 1980'erne blev afskaffet igen. Selv om der har været en vis forøgelse af den personlige frihed siden, er diskussioner om strukturelle ændringer i regeringsapparatet og det kinesiske kommunistpartis rolle stadig i det store og hele et tabu.
På trods af tidligere forventninger i Vesten at det kinesiske styre snart ville kollapse og blive erstattet af den kinesiske demokratibevægelse, var det kinesiske kommunistparti stadig solidt ved magten i starten af det 21. århundrede.  En af grundene til dette er at urolighederne ikke stoppede de økonomiske reformer. Konservative kredse i det kinesiske styre forsøgte efter demonstrationerne, ud over at afskaffe de demokratiske reformer, at afskaffe markedsreformerne der var implementeret som en del af de økonomiske reformer i landet, og genindføre den administrative kontrol med økonomien. Disse forsøg blev mødt med skarp modstand fra provinsguvernørerne, og brød endeligt sammen i begyndelsen af 1990'erne som konsekvens af Sovjetunionens kollaps samt Deng Xiaopings rejse til det sydlige Kina (hvor han i taler argumenterede for økonomiske reformer). Videreførelsen af de økonomiske reformer førte til økonomisk vækst i 1990'erne, og gav regeringsapparatet mulighed for at genvinde den tilslutning man mistede i 1989. Desuden er der ingen i det nuværende kinesiske lederskab der spillede en aktiv rolle i beslutningen om at slå ned på demonstranterne, og en fremtrædende lederskikkelse, premierminister Wen Jiabao var assistent for Zhao Ziyang og gjorde ham følgeskab da han mødte demonstranterne.
Derudover var studenterlederne på pladsen ude af stand til at danne en sammenhængende bevægelse eller ideologi der kunne holde længere end midt-1990'erne. Mange af studenterlederne kom fra relativt velstillede dele af samfundet, og blev set som ude af trit med almindelige mennesker. Dertil kommer, at mange af de organisationer der blev startet i efterdønningerne af demonstrationerne hurtigt faldt fra hinanden på grund af interne stridigheder. Sidst, men ikke mindst, var mange udenlandske demokratiforkæmpere tilhængere af at begrænse handelen med Kina, hvilket fik deres popularitet i såvel Kina som blandt kinesere uden for Kina til at dale dramatisk.
Blandt intellektuelle i Kina lader demonstrationerne til at have skabt en slags generationskløft. Intellektuelle der var i 20'erne under demonstrationerne har tendens til at vise langt mindre opbakning til det kinesiske styre end de yngre studerende, der er født efter starten på Deng Xiaopings reformer. De sidstnævnte er vokset op uden at kunne huske det store om demonstrationerne, endsige noget om kulturrevolutionen, men er fuldt bevidste om den voksende velstand og Kinas internationale indflydelse, såvel som de problemer Rusland har haft siden afslutningen på Den kolde krig. De opfatter derfor ikke øjeblikkelig politisk liberalisering som klogt, men foretrækker en langsom, trinvis demokratisering i stedet. Mange unge kinesere er, i lyset af Kinas fremmarch, mere optaget af økonomisk udvikling, nationalisme, genetablering af Kinas status i internationale anliggender, og hvad de opfatter som svagheder hos regeringen, bl.a. Taiwans politiske status, eller konflikten med Japan om Diaoyu Øerne.
Blandt industriarbejdere i byerne gav fortsættelsen af markedsreformerne i 1990'erne såvel højere levestandard som øget økonomisk usikkerhed. De demonstrerer ofte på grund af ubetalte lønninger og lokal korruption; det anslås at der er nogle tusinde sådanne demonstrationer hvert år. Det kinesiske kommunistparti lader til at være relativt tolerante over for disse demonstrationer, under forudsætning af at demonstrationerne er rettet mod et lokalt problem, og ikke er koordineret med andre grupper eller kræver dybere reformer. Modsat situationen i 1989 er utilfredsheden koncentreret i landområderne, som har set deres indkomst stagnere i 1990'erne og ikke har fået del i årtiets økonomiske boom. Men ligesom spredningen og fraværet af organisering forhindrede en mobilisering af landarbejderne til støtte for regeringen i 1989, forhindrer de samme faktorer en mobilisering rettet mod regeringen i det tidlige 21. århundrede.

## I dag
Demonstrationerne er stadig et politisk tabu i Kina, hvor enhver diskussion af emnet betragtes som upassende og risikabel. Mediedækningen videregiver udelukkende det kinesiske kommunistpartis synspunkt: at det var en beslutsom aktion for at sikre stabilitet.
Dog har protestbreve over regeringens håndtering dukket op fra tid til anden, bl.a. fra Dr. Jiang Yanyong og Tiananmen Mødrene, en organisation grundlagt af en mor til et offer der blev dræbt i 1989. Den Himmelske Freds Plads er skarpt bevogtet på årsdagen 4. juni for at forhindre mindehøjtideligheder.
Efter at Kinas centralregering blev omdannet i 2004 har flere ministre omtalt demonstrationerne. I oktober 2004 gentog præsident Hu Jintao under sit besøg i Frankrig, at "regeringen valgte en beslutsom aktion for at komme igennem den politiske storm i 1989, hvilket gav Kina en mulighed for at få en stabil udvikling". Han fastslog at regeringens syn på sagen ikke vil ændre sig.
I marts 2004 sagde premierminister Wen Jiabao på en pressekonference at der i 1990'erne var en voldsom politisk storm i Kina, midt under Sovjetunionens sammenbrud og omvæltningerne i Østeuropa. Han slog fast at kommunistpartiets centralkomité havde held til at stabilisere "den åbne dørs politik" og beskyttede udviklingen af "socialisme med kinesiske karakteristika".

### Den amerikansk-europæiske våbenembargo
USA og Den Europæiske Union (EU) har indført en embargo på salg af våben til Kina, som direkte konsekvens af den voldelige undertrykkelse af pro-demokrati demonstrationerne på Den Himmelske Freds Plads. Denne embargo er stadig gældende nu 16 år senere. Kina har i mange år anmodet om en ophævelse af embargoen, og har fået varierende støtte fra medlemmer af Det Europæiske Råd. I begyndelsen af 2004 gik Frankrig forrest i EU for at få hævet embargoen. Den tyske kansler Gerhard Schröder støttede offentligt den franske præsident Jacques Chirac i dette spørgsmål.
Våbenembargoen blev diskuteret på et topmøde mellem Kina og EU i Holland 7.-9. december 2004. Op til mødet havde Kina forsøgt at øge presset på Det Europæiske Råd ved at advare om at forbuddet kunne skade det kinesisk-europæiske forhold. Den kinesiske udenrigsminister Zhang Yesui kaldte forbuddet "forældet", og udtalte til journalister at "hvis embargoen bibholdes, vil de bilaterale relationer med sikkerhed blive påvirket". I sidste ende hævede Det Europæiske Råd ikke embargoen. EU-talskvinde Françoise le Bail udtalte at der stadig var bekymring over menneskerettighederne i Kina. Men på samme tidspunkt erklærede EU at man ville arbejde for at hæve embargoen. Bernard Bot, udenrigsminister for Nederlandene, der på det tidspunkt havde EU's roterende formandskab, sagde at "vi arbejder ihærdigt på sagen, men [...] dette er ikke det rette tidspunkt at hæve embargoen". Efter topmødet bekræftede Det Europæiske Råd at det havde den politiske vilje til at fortsætte processen mod en fjernelse af forbuddet. Kinas premierminister Wen Jiabao udtalte efter mødet at embargoen ikke afspejlede partnerskabet mellem Kina og EU.
Kina pressede fortsat på for at få hævet embargoen, og visse medlemsstater begyndte at droppe deres modstand. Jacques Chirac satte sig for at få forbuddet fjernet inden midten af 2005. Imidlertid vedtog Kina i marts 2005 en lov der tillader brug af magt hvis Taiwan løsriver sig, hvilket øgede spændingerne henover Taiwanstrædet og ødelagde forsøgene på at hæve embargoen, idet flere medlemmer ef Det Europæiske Råd ændrede mening. Mellemmer af den amerikanske kongres havde også foreslået restriktioner på overførsel af militær teknologi til EU hvis man ophævede forbuddet. Således nåede Det Europæiske Råd ikke til konsensus, og selv om Frankrig og Tyskland arbejde på at få hævet forbuddet, blev der ikke taget en beslutning på de efterfølgende møder.
Storbritannien overtog formandskabet for EU i sommeren 2005, hvilket umuliggør en ophævelse indtil formandskabet udløber 1. januar 2006. Storbritannien har altid haft forbehold over for at hæve embargoen, og foretrækker at lægge spørgsmålet til side i stedet for at skade forholdet mellem EU og USA yderligere. Måske mere vigtigt er det at EU-forfatningens forlis og det efterfølgende slagsmål om EU's budget og landbrugspolitikken har skygget fuldstændig for spørgsmålet om våbenembargoen. Storbritannien vil benytte sit formandskab til at presse på for en total reform af EU, så en fjernelse af forbuddet vil blive endnu mere usandsynlig.
Den politiske vilje er muligvis under forandring i lade der er mere positivt indstillede overfor en ophævelse af embargoen. Tysklands kansler Gerhard Schröder tabte et vigtigt regionalvalg i maj 2005, og har udskrevet parlamentsvalg senere på året. Hans modstander, lederen af de tyske kristendemokrater, Angela Merkel, har udtalt at hun ikke vil støtte en fjernelse af forbuddet hvis hun bliver kansler. Hendes kristen-demokratiske parti står for tiden godt i meningsmålingerne, og hvis de vinder er det sandsynligt at embargoen vil fortsætte i de kommende år. Andre oppostionsledere er også imod at hæve forbuddet. Det bliver svært for Jacques Chirac at forblive præsident i 2007 – han bliver muligvis ikke engang en succesfuld kandidat, på grund af det franske nej til EU-forfatningen. Hans staærke udfordrer til præsidentposten, Nicolas Sarkozy, er imod at hæve embargoen som Chirac er.
Desuden er Europaparlamentet konsistent modsat sig en ophævelse af forbuddet mod våbensalg til Kina. Selv om parlamentets godkendelse ikke er nødvendig for at hæve embargoen, er der mange der hævder at parlamentet bedre afspejler den europæiske folkestemning, da det er den eneste folkevalgte europæiske institution – Det Europæiske Råd er udpeget af medlemsstaterne.